# Hongtu (sockenhuvudort i Kina, Hubei Sheng, lat 30,26, long 109,91)
Hongtu (kinesiska: 红土, 红土乡) är en sockenhuvudort i Kina. Den ligger i provinsen Hubei, i den centrala delen av landet, omkring 420 kilometer väster om provinshuvudstaden Wuhan. Antalet invånare är 36 179. Befolkningen består av 18 039 kvinnor och 18 140 män. Barn under 15 år utgör 21,0 %, vuxna 15-64 år 67 %, och äldre över 65 år 11,0 %.
Runt Hongtu är det ganska tätbefolkat, med 185 invånare per kvadratkilometer. Närmaste större samhälle är Guandian, 13,5 km öster om Hongtu. I omgivningarna runt Hongtu växer i huvudsak blandskog.
Genomsnittlig årsnederbörd är 1 593 millimeter. Den regnigaste månaden är september, med i genomsnitt 282 mm nederbörd, och den torraste är december, med 19 mm nederbörd.